# E.Y.E.S of Mars
 E.Y.E.S of Mars (MOTHER 最後の少女イヴ, MOTHER: Saigo no Shōjo Eve) est un film d'animation OAV, sorti entre 1993 au Japon. Dans un univers mélangeant science-fiction et mythologie, il traite de thèmes environnementaux et de l’origine des hommes sur Terre.

## Synopsis
A une époque reculée, l’humanité vivait sur la planète Atlas, la cinquième planète du système solaire, mais sa destruction par ses habitants les força à migrer sur la planète Mars, ou les colons ont répété le même scénario de destruction de l’environnement, les amenant proche de l’extinction malgré leurs avances technologiques. Dans un centre gouvernemental (E.Y.E.S) isolé sous la surface martienne et maintenu en ignorance du déclin de la civilisation, des enfants aux pouvoirs psychiques spéciaux sont le dernier espoir de l’Humanité vacillante. L’une des élèves, Eve Dorsen, à la suite de rêves mystérieux, finit par prendre contact avec l’extérieur et réalise son rôle dans la migration de l’Humanité sur Terre.

## Fiche technique
- Titre :  E.Y.E.S of Mars
- Réalisation : Iku Suzuki
- Scénario : Ikuko Senaga, Shigekazu Takagi
- Character design : Shuuichi Seki
- Musique : Shigeaki Saegusa, Naoki Nishimura
- Pays d'origine :  Japon
- Année de production : 1993
- Genre : science-fiction, drama
- Durée :  80 minutes
- Dates de sortie française : n/a

## Commentaire
Présence d’anachronisme : le dirigeant de la colonie martienne arbore un uniforme SS